# 초대칭 대수
초대칭 대수(超對稱代數, 영어: supersymmetry algebra)는 푸앵카레 대칭과 초대칭을 나타내는 리 초대수다.

## 정의
푸앵카레 대수는 시공에 대한 병진 {\displaystyle P_{\mu }}와 로런츠 변환 {\displaystyle M_{\mu \nu }}로 이루어진다. 이들은 보손적 생성자다. 여기에 일련의 페르미온적 생성자 {\displaystyle Q_{\alpha }^{i}}와 {\displaystyle {\bar {Q}}_{\dot {\alpha }}^{i}}를 추가한다. (만약 {\displaystyle {\mathcal {N}}}개의 초대칭이 있으면 {\displaystyle i=1,2,\dots ,{\mathcal {N}}}.) 이들은 초대칭을 나타낸다.
푸앵카레 대수는 {\displaystyle D}차원의 시공에서 {\displaystyle D}개의 병진 생성자와 {\displaystyle D(D-1)/2}개의 로런츠 변환으로 총 {\displaystyle D+D(D-1)/2}차원이다. ({\displaystyle D=4}일 경우에는 물론 10차원.) 여기에 {\displaystyle {\mathcal {N}}}개의 초대칭이 있는 경우에는 (중심 전하를 무시하면) 초대칭 대수는 총 {\displaystyle D+D(D-1)/2+\dim({\text{spinor}})\times {\mathcal {N}}}차원이 된다.
주어진 시공간 차원에서, 초전하(영어: supercharge)의 수는 그 차원에서의 최소 스피너 표현의 차원의 정수배이다. 이 정수를 통상적으로 {\displaystyle {\mathcal {N}}}이라고 쓴다. 가장 간단한 초대칭은 {\displaystyle {\mathcal {N}}=1}이며, {\displaystyle {\mathcal {N}}>1}인 경우를 확장 초대칭(영어: extended supersymmetry)이라고 한다. 4차원 민코프스키 공간에서의 최소 스피너 표현은 4차원 바일 또는 마요라나 스피너이므로, {\displaystyle {\mathcal {N}}=1} 초대칭은 4개의 초전하를 가진다.
초대칭은 서로 다른 스핀의 입자들을 연관지으므로, 초대칭이 더 많을 수록 더 높은 스핀의 입자가 필요하다. 스핀이 2를 초과하는 경우는 (일반적으로) 상호작용하는 이론을 정의할 수 없다. 만약 초전하의 수가 32를 초과하는 경우 스핀이 2를 초과하는 입자가 필요하므로, 초전하는 최대 32개가 존재할 수 있다. 32개의 초전하의 경우 스핀이 2인 입자(중력자)가 필요하므로, 이는 초중력 이론을 이룬다. 11차원 초중력이나 10차원 IIA/B 초중력, 4차원 {\displaystyle {\mathcal {N}}=8} 초중력 등이 그 예이다.
만약 중력을 포함하지 않으려면, 입자의 스핀은 최대 1이어야 한다. (스핀이 1½인 경우는 그래비티노로, 중력이 없이는 상호작용하는 그래비티노를 포함할 수 없다.) 이 경우에는 초전하의 수는 최대 16이다. 10차원 {\displaystyle {\mathcal {N}}=1} 초대칭 양-밀스 이론이나 4차원 {\displaystyle {\mathcal {N}}=4} 초대칭 양-밀스 이론 이 그 예이다.
다양한 시공간 차원에서 가능한 초대칭의 종류는 다음과 같다. (12차원 이상에서는 자명하지 않은 초대칭 이론이 존재할 수 없다고 여겨진다.)
| 시공간의 차원 | {\displaystyle {\mathcal {N}}=1}의 초전하수 |
| ------------- | ------------------------------------------- |
| 11            | 32                                          |
| 10, 9, 8, 7   | 16                                          |
| 6, 5          | 8                                           |
| 4             | 4                                           |
| 3             | 2                                           |
| 2,1           | 1                                           |

| 시공간의 차원 | 32개의 초전하                                | 32개의 초전하                                | 16개의 초전하                              | 16개의 초전하                        | 8개의 초전하                         | 4개의 초전하                         | 2개의 초전하                         | 2개의 초전하                         |
| ------------- | -------------------------------------------- | -------------------------------------------- | ------------------------------------------ | ------------------------------------ | ------------------------------------ | ------------------------------------ | ------------------------------------ | ------------------------------------ |
| 11            | {\displaystyle {\mathcal {N}}=1}             | (불가능)                                     | (불가능)                                   | (불가능)                             | (불가능)                             | (불가능)                             | (불가능)                             | (불가능)                             |
| 10            | {\displaystyle {\mathcal {N}}=(1,1)} (IIA종) | {\displaystyle {\mathcal {N}}=(2,0)} (IIB종) | {\displaystyle {\mathcal {N}}=(1,0)} (I종) | (불가능)                             | (불가능)                             | (불가능)                             | (불가능)                             | (불가능)                             |
| 9             | {\displaystyle {\mathcal {N}}=2}             | {\displaystyle {\mathcal {N}}=2}             | {\displaystyle {\mathcal {N}}=1}           | (불가능)                             | (불가능)                             | (불가능)                             | (불가능)                             | (불가능)                             |
| 8             | {\displaystyle {\mathcal {N}}=2}             | {\displaystyle {\mathcal {N}}=2}             | {\displaystyle {\mathcal {N}}=1}           | (불가능)                             | (불가능)                             | (불가능)                             | (불가능)                             | (불가능)                             |
| 7             | {\displaystyle {\mathcal {N}}=2}             | {\displaystyle {\mathcal {N}}=2}             | {\displaystyle {\mathcal {N}}=1}           | (불가능)                             | (불가능)                             | (불가능)                             | (불가능)                             | (불가능)                             |
| 6             | {\displaystyle {\mathcal {N}}=(2,2)}         | {\displaystyle {\mathcal {N}}=(2,2)}         | {\displaystyle {\mathcal {N}}=(1,1)}       | {\displaystyle {\mathcal {N}}=(2,0)} | {\displaystyle {\mathcal {N}}=(1,0)} | (불가능)                             | (불가능)                             | (불가능)                             |
| 5             | {\displaystyle {\mathcal {N}}=4}             | {\displaystyle {\mathcal {N}}=4}             | {\displaystyle {\mathcal {N}}=2}           | {\displaystyle {\mathcal {N}}=2}     | {\displaystyle {\mathcal {N}}=1}     | (불가능)                             | (불가능)                             | (불가능)                             |
| 4             | {\displaystyle {\mathcal {N}}=8}             | {\displaystyle {\mathcal {N}}=8}             | {\displaystyle {\mathcal {N}}=4}           | {\displaystyle {\mathcal {N}}=4}     | {\displaystyle {\mathcal {N}}=2}     | {\displaystyle {\mathcal {N}}=1}     | (불가능)                             | (불가능)                             |
| 3             | {\displaystyle {\mathcal {N}}=16}            | {\displaystyle {\mathcal {N}}=16}            | {\displaystyle {\mathcal {N}}=8}           | {\displaystyle {\mathcal {N}}=8}     | {\displaystyle {\mathcal {N}}=4}     | {\displaystyle {\mathcal {N}}=2}     | {\displaystyle {\mathcal {N}}=1}     | (불가능)                             |
| 2             | {\displaystyle {\mathcal {N}}=(16,16)}       | {\displaystyle {\mathcal {N}}=(16,16)}       | {\displaystyle {\mathcal {N}}=(8,8)}       | {\displaystyle {\mathcal {N}}=(8,8)} | {\displaystyle {\mathcal {N}}=(4,4)} | {\displaystyle {\mathcal {N}}=(2,2)} | {\displaystyle {\mathcal {N}}=(1,1)} | {\displaystyle {\mathcal {N}}=(2,0)} |

## 4차원 초대칭
4차원에서, {\displaystyle {\mathcal {N}}=1} 초대칭은 (디랙 스피너이므로) 총 4개의 초전하를 가진다. 즉, 일반적으로는 {\displaystyle 4{\mathcal {N}}}개의 초전하가 존재한다. 이 경우, 흔히 볼 수 있는 것은 {\displaystyle {\mathcal {N}}=1}, {\displaystyle {\mathcal {N}}=2}, {\displaystyle {\mathcal {N}}=4} 및 {\displaystyle {\mathcal {N}}=8} 초중력이다. 중력을 포함하지 않는 경우, {\displaystyle {\mathcal {N}}>4}인 경우는 와인버그-위튼 정리에 걸려 자명한 이론이 되고, 중력을 포함한다고 해도 {\displaystyle {\mathcal {N}}=8}까지만 가능하다.
주어진 {\displaystyle {\mathcal {N}}}에 대하여, 초대칭 대수의 생성원은 다음과 같다.
- 병진 변환 {\displaystyle P_{\mu }}
- 회전 {\displaystyle J_{\mu \nu }}
- 초대칭 {\displaystyle Q_{\alpha }^{i}}, {\displaystyle {\bar {Q}}_{\dot {\alpha }}^{i}} ({\displaystyle i=1,\dots ,{\mathcal {N}}}). 이는 R대칭군의 크기가 {\displaystyle {\mathcal {N}}}인 "벡터 표현"을 따른다. 이 표현을 {\displaystyle b^{ai}{}_{j}}라고 쓰자.
- R대칭 {\displaystyle R^{a}}는 R대칭군 {\displaystyle R\subseteq U({\mathcal {N}})}의 딸림표현을 따른다. 이 표현을 {\displaystyle f^{ab}{}_{c}}라고 쓰자.
- 중심 원소 {\displaystyle Z^{ij}}

이들의 리 초괄호는 다음과 같다.
{\displaystyle [P_{\mu },P_{\nu }]=0}
{\displaystyle [J_{\mu \nu },P_{\rho }]=i\left(\eta _{\mu \rho }P_{\nu }-\eta _{\nu \rho }P_{\mu }\right)}
{\displaystyle [J_{\mu \nu },J_{\rho \sigma }]=i\left(\eta _{\mu \rho }J_{\nu \sigma }-\eta _{\mu \sigma }J_{\nu \rho }-\eta _{\nu \rho }J_{\mu \sigma }+\eta _{\nu \sigma }J_{\mu \rho }\right)}
{\displaystyle \{Q_{\alpha }^{i},Q_{\beta }^{j}\}=\epsilon _{\alpha \beta }Z^{ij}}
{\displaystyle [Q_{\alpha }^{i},M_{\mu \nu }]={\frac {1}{2}}(\sigma _{\mu \nu })^{\beta }{}_{\alpha }Q_{\beta }^{i}}
{\displaystyle [{\bar {Q}}_{\dot {\alpha }}^{i},M_{\mu \nu }]=-{\frac {1}{2}}(\sigma _{\mu \nu })^{\dot {\beta }}{}_{\dot {\alpha }}{\bar {Q}}_{\dot {\beta }}^{i}}
{\displaystyle \{{\bar {Q}}^{i},{\bar {Q}}^{j}\}=-\epsilon _{{\dot {\alpha }}{\dot {\beta }}}(Z^{ij})\dagger )}
{\displaystyle \{Q_{\alpha }^{i},{\bar {Q}}_{\dot {\alpha }}^{j}\}=2\sigma _{\alpha {\dot {\alpha }}}^{\mu }\delta ^{ij}P_{\mu }}
{\displaystyle [Q^{i},R^{a}]=b^{ai}{}_{j}Q^{j}}
{\displaystyle [Q^{i},R^{a}]=-(b^{ai}{}_{j})^{\dagger }{\bar {Q}}^{j}}
{\displaystyle [{\bar {Q}}^{i},R^{a}]=-(b^{ai}{}_{j})^{\dagger }Q^{j}}
{\displaystyle [{\bar {Q}}^{i},R^{j}{}_{k}]=-\delta _{k}^{i}{\bar {Q}}^{j}}
{\displaystyle [Z^{ij},P_{\mu }]=[Z^{ij},J_{\mu \nu }]=[Z^{ij},R^{a}]=[Z^{ij},Q]=0}
즉, 초대칭 전하는 일종의 운동량의 제곱근으로 생각할 수 있다.

### 위상 뒤틀림
4차원에서는 {\displaystyle {\mathcal {N}}=2} 또는 {\displaystyle {\mathcal {N}}=4}인 경우 위상 뒤틀림(영어: topological twist)을 가해 위상 양자장론으로 만들 수 있다. 이 경우, {\displaystyle {\mathcal {N}}=2}인 경우는 SU(2) R대칭을 {\displaystyle \operatorname {Spin} (4)=\operatorname {SU} (2)^{2}} 로런츠 대칭의 두 좌·우 성분 가운데 하나와 대각군을 취하며, {\displaystyle {\mathcal {N}}=4}인 경우는 서로 동일하지 않는 3가지의 가능한 뒤틀림이 존재한다.

### 초다중항
4차원 민코프스키 공간에서 상호작용이 가능한 초다중항들은 다음과 같다.
- {\displaystyle {\mathcal {N}}=1}
  - 손지기 초다중항(영어: chiral multiplet): 복소 스칼라장, 바일 스피너
  - 벡터 초다중항(영어: vector multiplet): 바일 스피너, 게이지장
  - 중력자 초다중항(graviton supermultiplet): 중력자, 바일 그래비티노
- {\displaystyle {\mathcal {N}}=2}
  - 하이퍼 초다중항(영어: hypermultiplet): 복소 스칼라장(×2), 디랙 스피너
    - 서로 다른 나선도의 두 {\displaystyle {\mathcal {N}}=1} 손지기 초다중항으로 구성된다. 게이지 대칭이 있는 경우, 하나는 표현 R, 다른 하나는 그 복소 켤레 표현 R을 따른다.

  - 벡터 초다중항: 복소 스칼라장, 디랙 스피너, 게이지장
    - {\displaystyle {\mathcal {N}}=1} 벡터 초다중항과 (게이지 딸림표현) {\displaystyle {\mathcal {N}}=1} 손지기 초다중항으로 구성된다.

  - 중력자 초다중항: 중력자, 디랙 그래비티노, 중력광자
- {\displaystyle {\mathcal {N}}=4}
  - 벡터 초다중항: 실수 스칼라장 (×6), 바일 스피너 (×6), 게이지장
  - 중력자 초다중항
- {\displaystyle {\mathcal {N}}=8}
  - 중력자 초다중항

## 3차원 초대칭
3차원 민코프스키 공간에서의 초대칭은 다음과 같다. 이 경우 {\displaystyle {\mathcal {N}}=1} 초대칭은 2개의 초대칭을 가지며, 마요라나 스피너가 된다.
{\displaystyle \{Q^{i},{\bar {Q}}^{j}\}=i\sigma _{\alpha \beta }^{\mu }\delta ^{ij}P_{\mu }+Z^{ij}}
여기서 중심 확대 {\displaystyle Z^{ij}}는 반대각화하여 {\displaystyle \lfloor {\mathcal {N}}/2\rfloor }개의 실수 고윳값으로 나타낼 수 있다. {\displaystyle {\mathcal {N}}=2} 초대칭에서는 하나의 중심 전하 {\displaystyle Z}가 존재하며, 이 경우 모든 물리적 상태들의 질량 {\displaystyle M}은 BPS 부등식
{\displaystyle M\geq Z}
를 만족시킨다.:(19)
3차원 민코프스키 공간에서 상호작용이 가능한 초다중항들은 다음과 같다. 3차원에서는 게이지장을 {\displaystyle *F=\phi }로 실수 스칼라로 이중화할 수 있다. 즉, 3차원에서는 스칼라장 및 (마요라나) 페르미온만이 존재한다.
- {\displaystyle {\mathcal {N}}=1}: 실수 스칼라장 (×1), 마요라나 스피너 (×1). R대칭은 없다.
- {\displaystyle {\mathcal {N}}=2}[4]: 실수 스칼라장 (×2), 마요라나 스피너 (×2). R대칭은 U(1). 이 경우는 4차원 {\displaystyle {\mathcal {N}}=1}을 축소화하여 얻는다. 이 경우 게이지 이론의 거울 대칭이 존재한다.
- 마찬가지로 {\displaystyle {\mathcal {N}}=4,8,16} 등이 존재한다.

## 6차원 초대칭
6차원 민코프스키 공간에서는 2차 미분형식 퍼텐셜 게이지장이 존재한다. 이 경우, 질량껍질 위에서, (1차 미분형식) 게이지장은 4개의 자유도를, 바일 스피너는 4개의 자유도를, 2차 미분형식 게이지장은 3개의 자유도를 가진다.
- {\displaystyle {\mathcal {N}}=1}. R대칭은 SU(2)이다.
  - 하이퍼 초다중항: 실수 스칼라장 (×4), 바일 스피너 (×1)
  - 벡터 초다중항: 1차 형식 게이지장 (×1), 바일 스피너 (×1)
  - 텐서 초다중항: 2차 형식 게이지장 (×1), 바일 스피너 (×1), 실수 스칼라 (×1)
- {\displaystyle {\mathcal {N}}=(1,1)}. R대칭은 SO(4)이다.
  - 벡터 초다중항: 1차 형식 게이지장 (×1), 디랙 스피너 (×1), 실수 스칼라장 (×4)
- {\displaystyle {\mathcal {N}}=(2,0)}. R대칭은 SO(5)이다.
  - 텐서 초다중항: 2차 형식 게이지장 (×1), 왼쪽 바일 스피너 (×2), 실수 스칼라장 (×5)

## 같이 보기
- 아딘크라 (물리학)
- 초등각 장론
- 2차원 𝒩=2 초등각 장론